# (6479) Leoconnolly
(6479) Leoconnolly est un astéroïde de la ceinture principale.

## Description
(6479) Leoconnolly est un astéroïde de la ceinture principale. Il fut découvert le 15 juin 1988 à l'observatoire Palomar par Eleanor Francis Helin. Il présente une orbite caractérisée par un demi-grand axe de 2,61 UA, une excentricité de 0,19 et une inclinaison de 13,3° par rapport à l'écliptique.

## Compléments